# David Moorcroft
David Moorcroft (Reino Unido, 10 de abril de 1953) es un atleta británico retirado especializado en la prueba de 5000 m, en la que ha conseguido ser medallista de bronce europeo en 1982.

## Carrera deportiva
En el Campeonato Europeo de Atletismo de 1982 ganó la medalla de bronce en los 5000 metros, con un tiempo de 13:30.42 segundos, llegando a meta por detrás de los alemanes Thomas Wessinghage y Werner Schildhauer (plata).